# Clark Phillips III
Clark Phillips III (Lakewood, California; 19 de diciembre de 2001) es un jugador profesional estadounidense de fútbol americano, se desempeña en la posición de cornerback en Atlanta Falcons, en la National Football League (NFL).

## Carrera
Hizo su debut profesional con el equipo Atlanta Falcons, lleva jugando una temporada, comenzó en el 2023.